# 朝日銀行
株式会社朝日銀行（あさひぎんこう）はかつて存在した日本の地方銀行。

## 概要
東京都中央区日本橋3丁目の八重洲通りと昭和通りの交差点角に本店を置いていた。第一銀行との合併直前は、東京都内を地盤とし、30店舗ほどの支店が存在し、都外店舗は大阪支店のみであった。行章は第一銀行と同じ二重星（ダブルスター）。
1992年 - 2002年に存在した都市銀行のあさひ銀行（現：りそな銀行、埼玉りそな銀行）とは全く関係がない。

### 現在
朝日銀行が第一銀行に合併され、幾度の合併を経てみずほ銀行となっても、日本橋の旧本店はそのままの位置でみずほ銀行昭和通支店として存続していたが、2006年3月13日をもって京橋支店に統合された。統合後は1年間に限り店舗外のATMコーナーとなり、2007年3月に完全閉鎖された。しかし、朝日銀行本店の入っていたビルの名前はその後も「朝日ビル」を名乗り、その名前を現在に残している。

## 歴史
朝日銀行という行名を名乗っていたのはわずか2年足らずだが、その歴史は第二次世界大戦前にさかのぼる。
- 1920年5月 - 国際信託として設立。十五銀行（現：三井住友銀行）の信託部門を引き継ぐ。
- 1940年4月 - 第一信託に改称。第一銀行（現：みずほ銀行）の傘下となる。
- 1948年 - 第一信託銀行に改称。信託銀行となる。
- 1949年5月16日 - 東京証券取引所および大阪証券取引所に株式上場。
- 1962年12月1日 - 信託部門を中央信託銀行（現：三井住友信託銀行）に譲渡して普通銀行に転換。朝日銀行と改称し、地方銀行となる。
- 1964年8月1日 - 第一銀行と合併し消滅。

## 店舗
その後の第一勧業銀行、みずほ銀行の合併成立に伴う店舗統廃合により、ほとんど現存しない。
- 本店
- 神保町支店
- 岩本町支店
- 銀座支店
- 新橋支店
- 大久保支店
- 根津支店
- 浅草支店
- 菊屋橋支店
- 向島支店
- 大井町支店（みずほ銀行大井町支店）
- 荏原支店
- 目黒支店
- 自由ヶ丘支店（みずほ銀行自由が丘支店…場所は異なる）
- 蒲田支店
- 笹塚支店（みずほ銀行笹塚支店）
- 中野支店
- 鷺宮支店（みずほ銀行鷺宮支店）
- 高円寺支店（みずほ銀行高円寺支店）
- 池袋支店
- 桜台支店（みずほ銀行桜台支店）
- 成増支店
- 駒込支店
- 三河島支店
- 葛飾支店
- 小松川支店
- 小金井支店
- 大阪支店